# سایمون دیا
سایمون دیا (انگلیسی: Simon Dia؛ زادهٔ ۱۷ ژوئیهٔ ۱۹۹۲) بازیکن فوتبال اهل فرانسه است.
از باشگاه‌هایی که در آن بازی کرده‌است می‌توان به باشگاه فوتبال والنسین اشاره کرد.